# Морки
Морки (на руски: Морки) е селище от градски тип в Русия, административен център на Моркински район, автономна република Марий Ел. Населението му към 1 януари 2018 година е 9119 души.